# Réserve naturelle régionale de la grotte de Chenecey
La réserve naturelle régionale de la grotte de Chenecey (RNR319) est une réserve naturelle régionale (RNR) située en Bourgogne-Franche-Comté. Classée en 2017, elle est intégrée au réseau de réserves naturelles régionales « cavités à chiroptères », qui vise la protection des chauves-souris et de leur habitat.

## Localisation

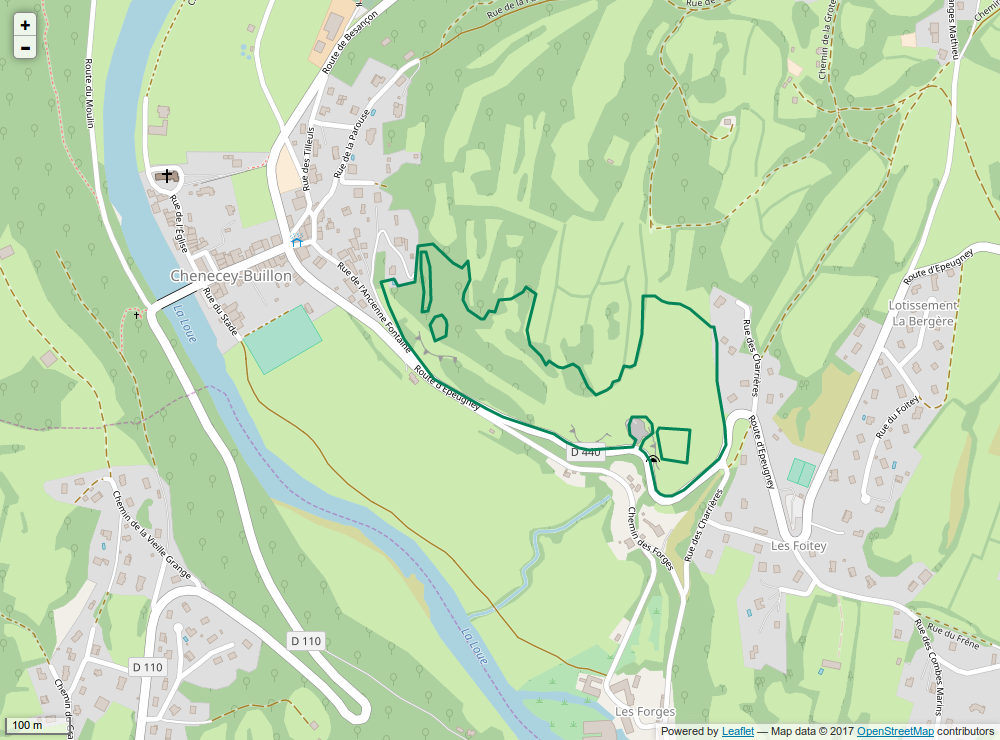
Périmètre de la réserve naturelle.

Le territoire de la réserve naturelle est situé dans le département du Doubs, sur la commune de Chenecey-Buillon. Surplombant la vallée de la Loue, la réserve naturelle se compose de pelouses sèches en mosaïque avec des taillis. La grotte de Chenecey développe un réseau de galeries naturelles, décorée de nombreuses concrétions. Cette réserve naturelle a été créée principalement pour la préservation de la cavité naturelle, expliquant sa surface réduite.

## Histoire du site et de la réserve
La loi « Démocratie de proximité » de 2002 a entraîné le transfert de certaines compétences aux Régions et la caducité de l'agrément Réserve naturelle volontaire. Trois sites d’importance pour les chauves-souris ont ainsi perdu leur statut de protection à cette période. Aussi, en étroite collaboration avec l'ex-région Franche-Comté, la CPEPESC Franche-Comté a étudié la faisabilité de création d’un réseau de Réserves naturelles régionales pour la protection des chiroptères et de leurs habitats, qui a abouti au classement de sept réserves en 2015 et 2017.

## Écologie (biodiversité, intérêt écopaysager…)
La réserve naturelle de la grotte de Chenecey s’inscrit dans un ensemble cohérent de milieux souterrains protégés pour les chauves-souris. La grotte fait notamment partie du réseau des cavités utilisées par le Minioptère de Schreibers, tout au long de son cycle biologique annuel (hibernation, transit, mise-bas).
Six espèces, ou groupes d’espèces, de chauves-souris fréquentent actuellement cette cavité, avec la prédominance de plusieurs espèces sensibles au niveau franc-comtois. Une quarantaine d’individus de Minioptère de Schreibers (Miniopterus schreibersii) transit à l’automne par ce site. Dans les années 50, les données de baguage indiquent que d’importantes colonies de mise-bas de Rhinolophe euryale (Rhinolophus euryale) fréquentaient la grotte. Actuellement cette espèce, en danger critique d’extinction sur le territoire franc-comtois, est encore ponctuellement présente dans la cavité. Le Grand et le Petit rhinolophe (Rhinolophus ferrumequinum et R. hipposideros) trouvent également refuge dans ce site pour l’hibernation.

### Flore
En 2019, une étude des habitats a été réalisée sur la réserve par le Conservatoire botanique national de Franche-Comté - Observatoire régional des invertébrés (CBN FC-ORI). Un total de 203 espèces de plantes vasculaires a été recensé, dont une espèce protégée en Franche-Comté : le Spirante d'automne. Parmi les 11 associations phytosociologiques identifiées, 7 présentent un intérêt particulier. Il s'agit de :
- pelouses médio-européennes sur débris rocheux[3] (intérêt communautaire prioritaire) ;
- Mesobromion du Jura français[4] (intérêt communautaire) ;
- pelouses semi-sèches médio-européennes à Bromus erectus[5] (intérêt communautaire) ;
- Xerobromion du Jura français[6] (intérêt communautaire) ;
- végétation des falaises continentales calcaires[7] (intérêt communautaire) ;
- hêtraies à Mélique[8] (intérêt communautaire) ;
- lisières mésophiles[9] (intérêt régional).

La typicité de ces habitats est globalement moyenne, due à des atteintes de deux types : le surpâturage, probablement aggravé par les sécheresses consécutives de 2018 et 2019, et l'enfrichement.

## Intérêt touristique et pédagogique

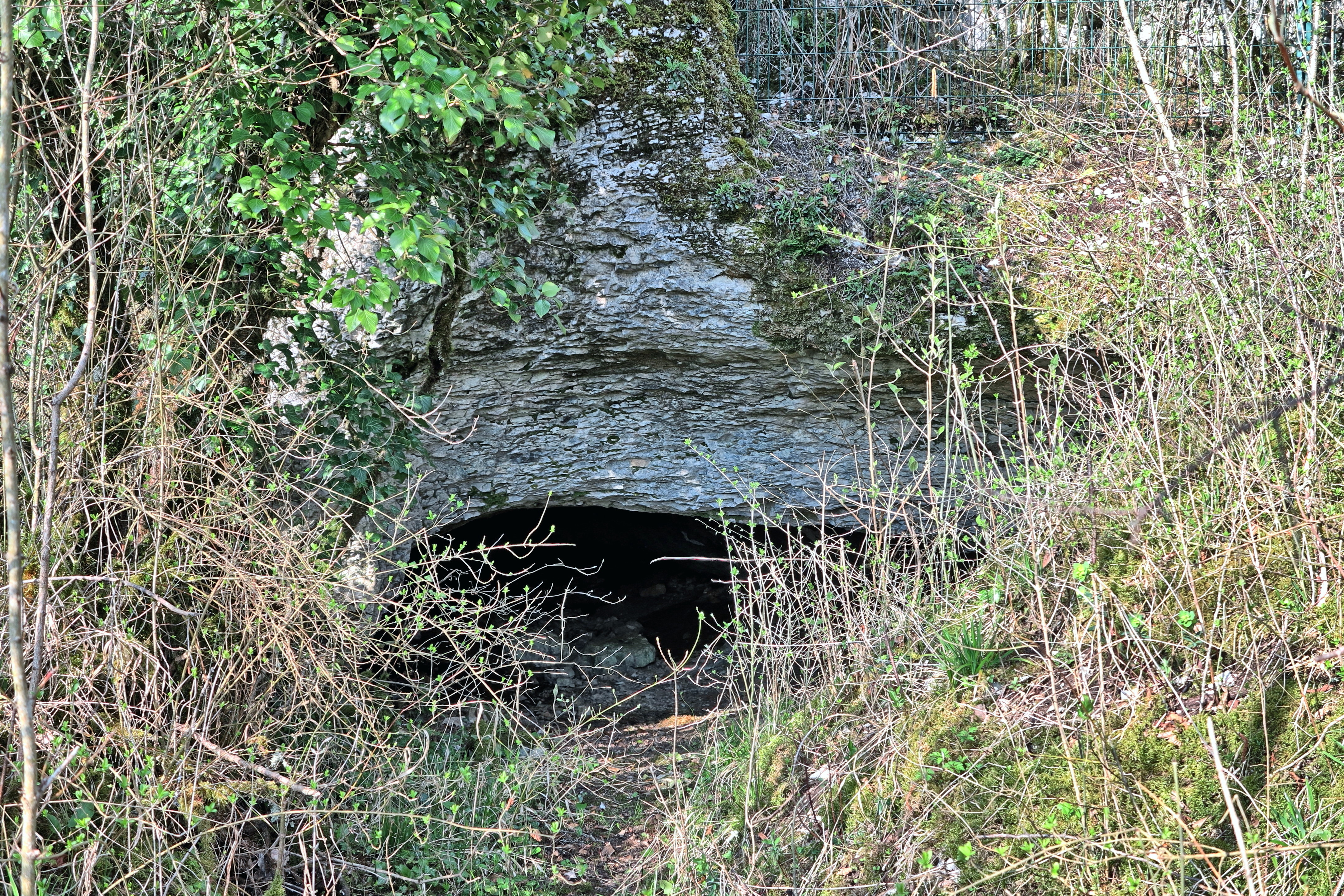
Entrée de la grotte de Chenecey.

Le milieu souterrain est fragile et toute modification même minime du biotope est à éviter. La fréquentation humaine dans les sites d’hibernation ou d’estivage des chauves-souris est responsable de la mortalité d’individus, ou de leur report vers d’autres sites moins favorables. En conséquence, l’accès à la grotte est autorisé au public uniquement du 1er avril au 31 août, après autorisation du Fonds de Dotation pour la Nature et les Chiroptères et de la commune de Chenecey-Buillon.

## Administration, plan de gestion, règlement
La CPEPESC Franche-Comté a été désignée gestionnaire de ce réseau par arrêtés du 12 octobre 2015 et 22 décembre 2017.

### Outils et statut juridique
Ce site bénéficie de plusieurs outils au service de la conservation du patrimoine naturel :
- ZNIEFF de type I Pelouses et bocages de Chenecey-Buillon[10] (depuis 2013) ;
- ZNIEFF de type II Vallée de la Loue de Ornans à Quingey[11] (depuis 2016) ;
- ZSC Natura 2000 Vallées de la Loue et du Lison[12] (depuis 2016) ;
- ZPS Natura 2000 Vallées de la Loue et du Lison[13] (depuis 2015) ;
- RNR de la Grotte de Chenecey (par délibération du Conseil régional[14]).

### Plan de gestion
La législation prévoit qu’une fois que le gestionnaire d’une réserve naturelle est désigné, il élabore un plan de gestion. Ce document comprend un état des lieux du patrimoine naturel, historique et culturel du site, ainsi que les objectifs que le gestionnaire s’assigne en vue de la protection des espaces naturels de la réserve. Une fois rédigé, le projet de plan de gestion est présenté devant le Comité consultatif de gestion et le Conseil scientifique régional du patrimoine naturel (CSRPN) pour avis.
Après une phase de concertation préalable, le gestionnaire a présenté un plan de gestion unique pour l'ensemble des réserves du réseau "cavités à chiroptères". Approuvé à l’unanimité par la commission permanente du Conseil régional de Bourgogne-Franche-Comté le 27 septembre 2019, ce réseau est maintenant doté d’un premier document cadre pour les cinq ans à venir.
L’enjeu principal concerne la préservation de la fonctionnalité de ce réseau de gîtes pour 6 espèces prioritaires : Le Minioptère de Schreibers, le Petit murin, le Rhinolophe euryale, le Grand rhinolophe, le Petit rhinolophe et le Murin à oreille échancrées. Au total, ce sont près de 70 actions qui ont été planifiées pour conserver cet enjeu prioritaire. A travers ces actions, la préservation des habitats forestiers remarquables sera également prise en compte.
Une version simplifiée du plan de gestion a été rédigée pour en faciliter la lecture.

### Cadre réglementaire
De par son classement en RNR, ce site est soumis à une réglementation stricte, détaillée dans la délibération de classement.